# Пећине у Елори
Пећине у Елори (маратхи: वेरूळ) чини 34 монументална пећинских храмова исклесаних у стенама око 30 км од града Аурангабада у индијског држави Махараштра. Изградили су их владари Раштракута од 5. до 12. века у готово вертикалним литицама брда Чаранандри. Од 34 храма, који представљају основе архитектуре индијских пећинских храмова, њих 12 су будистички (пећине 1—12.), 17 хиндуистички (13—27.) и 5. џаинистичка храма, што говори о заједничком животу и толеранцији ових религија у средњовековној Индији. Зато су 1983. године уписани на УНЕСКО-в Списак места Светске баштине у Азији и Аустралазији.
Сматра се да су будистички пећински храмови најстарији у Елори, исклесани у две фазе: прва у 5. и 6. веку (1—5.)., и друга (6—12.) у 7. и 8. веку. Али сада неки историчари претпостављају како су неке хиндуистичке пећине (14., 17., 19., 20., 21., и од 26—29.) старије од ових храмова
Будистички храмови су углавном вихаре (велики вишећелијски самостани уклесани у литице). У некима се налазе исклесане скулптуре Буде, Бодисатви и светаца, а понегде су се клесари потрудили на камену нацртати изглед дрвета. Најславнија пећина је бр. 10., позната и као Вишвакарма. Она има вишеспратни портал иза којег је ступа у облику катедралне дворане чији је свод исклесан да изгледа попут дрвених греда, а у средишту је 5 метара висока скулптура Буде како проповеда.
За време Чалукyа (Калачури) и Раштракута владара (око 550—750.), браманизам је поновно ојачао у овом подручју и они су дали исклесати хиндуситичке храмове. Неки од њих су толико раскошни и комплексни да је требало више генерација клесара како би се завршили, између осталог и раскошни Каилаша храм (725—55.) који је потпуно исклесан из стене и дупло већи од Партенона на Атинском Акропољу.
Посљедње раздобље изградње храмова било је у 10. веку када су локални владари прешли са шаивизма (хиндуизам посвећен Шиви) на дигамбара џаинизам.
Ови храмови одражавају џаинистички аскетизам, те су мањих димензија, али раскошно исклесани попут старијих већих храмова будиста и хиндуиста. Сваки од њих је имао оригиналне зидне слике на својим сводовима, до којих су остали само трагови боје.
- Унутрашњост Вишвакарма храма (10.)
- Прилаз Каилаш храму
- Водопад поред храма
- Џаинистичке пећине
- Светиште пећине 32.